# QDR (Luftfahrt)
Der Begriff QDR stammt aus der Funknavigation und gibt in der Luftfahrt die missweisende Peilung von einem Bodensender zu einem Flugzeug an. QDR gehört wie QDM als Kurzbezeichnung für eine bestimmte Richtung aus den Zeiten des Morsecodes zum sogenannten Q-Schlüssel, der bis heute in der Luftfahrt gebräuchlich ist, und ist keine Abkürzung. Als Eselsbrücke kann jedoch Question: Direction Radial dienen. Das QDR wird anders als das QDM jedoch eher selten verwendet.
| QDM = MH + RB |
| ------------- |

Das QDR entspricht dem Umkehrkurs des QDM, d. h.:
QDR = QDM +/- 180°
Beispielhafte Berechnung des QDR:
Gegeben: MH 220°, RB 040°
Gesucht: QDM, QDR
Lösung:
QDM = 220° + 040° = 260°
QDR = 260° + 180° = 440° - 360° = 080° oder verkürzt
QDR = 260° - 180° = 080°